# Sabueso de Istria de pelo corto
El Sabueso de Istria de pelo corto (FCI n.º 151, nombre original istarski kratkodlaki gonič) es una raza canina poco frecuente de la región de Istria en Croacia, descendiente de una raza muy antigua de sabueso. Es de un tamaño ligeramente menor al Sabueso de Istria de pelo duro.

## Apariencia
Esta variedad tiene un manto de pelo y gigante
```
liso, brillante y duro, principalmente blanco con manchas dispersas de color naranja. La raza tiene un el típico cuerpo musculoso de un cazador con patas largas al igual que la cola. La cabeza es bastante ancha y plana (no debe ser abombada en la parte superior) con las orejas triangulares caídas y cortas (para ser un perro de caza), forma típica de los perros de Europa oriental.
[
3
]
```

La altura ideal es de 50 cm a la cruz con un peso de 18 kg, ligeramente menor en ambos casos para una hembra.
El grito o aullido, durante la caza (importante para un sabueso) es persistente y agudo.